# Filmfare Awards (1975)
22-я церемония награждения Filmfare Awards прошла в городе Бомбей 30 марта 1975 года. На ней были отмечены лучшие киноработы на хинди, вышедшие в прокат до конца 1974 года.

## Список лауреатов и номинантов

### Основные премии
| Категории                         | Фото лауреатов              | Лауреаты и номинанты                                                      | Фильмы                                                                 | Роли                                                                   |
| --------------------------------- | --------------------------- | ------------------------------------------------------------------------- | ---------------------------------------------------------------------- | ---------------------------------------------------------------------- |
| Лучший фильм                      | Лучший фильм                | • «Росток» (реж. Шьям Бенегал, прод. Лалит М. Биджлани, Френи Вариава)    | • «Росток» (реж. Шьям Бенегал, прод. Лалит М. Биджлани, Френи Вариава) | • «Росток» (реж. Шьям Бенегал, прод. Лалит М. Биджлани, Френи Вариава) |
| Лучший фильм                      | Лучший фильм                | • «Горячий ветер» (реж. М. Ш. Сатхью, прод. Ишан Арья, Абу Сивани)        |                                                                        |                                                                        |
| Лучший фильм                      | Лучший фильм                | • «Чистый лист бумаги» (реж. Анил Гангули, прод. Санат Котхари)           |                                                                        |                                                                        |
| Лучший фильм                      | Лучший фильм                | • «Хлеб насущный» / «Хлеб, одежда, дом» (реж. и прод. Манодж Кумар)       |                                                                        |                                                                        |
| Лучший фильм                      | Лучший фильм                | • «Rajnigandha» (реж. Басу Чаттерджи, прод. Суреш Джиндал и Камал Сайгал) |                                                                        |                                                                        |
| Лучшая режиссёрская работа        |                             | • Анил Гангули                                                            | «Чистый лист бумаги»                                                   | «Чистый лист бумаги»                                                   |
| Лучшая режиссёрская работа        | • Басу Бхаттачарья          | «Открытие»                                                                | «Открытие»                                                             |                                                                        |
| Лучшая режиссёрская работа        | • Манодж Кумар              | «Хлеб насущный» / «Хлеб, одежда, дом»                                     | «Хлеб насущный» / «Хлеб, одежда, дом»                                  |                                                                        |
| Лучшая режиссёрская работа        | • М. Ш. Сатхью              | «Горячий ветер»                                                           | «Горячий ветер»                                                        |                                                                        |
| Лучшая режиссёрская работа        | • Шьям Бенегал              | «Росток»                                                                  | «Росток»                                                               |                                                                        |
| Лучшая мужская роль               |                             | • Дхармендра                                                              | «Resham Ki Dori»                                                       | Аджит Сингх                                                            |
| Лучшая мужская роль               | • Дилип Кумар               | «Сагина»                                                                  | Сагина Махато                                                          |                                                                        |
| Лучшая мужская роль               | • Манодж Кумар              | «Хлеб, одежда, дом» / «Хлеб насущный»                                     | Бхарат                                                                 |                                                                        |
| Лучшая мужская роль               | • Раджеш Кханна             | «Открытие»                                                                | Амар                                                                   |                                                                        |
| Лучшая мужская роль               | • Раджеш Кханна             | «Город любви»                                                             | Чхоте Кунвар Каран Сингх                                               |                                                                        |
| Лучшая женская роль               |                             | • Хема Малини                                                             | «Защитник бедных»                                                      | Сунита                                                                 |
| Лучшая женская роль               | • Хема Малини               | «Город любви»                                                             | Лата                                                                   |                                                                        |
| Лучшая женская роль               | • Джая Бхадури              | «Чистый лист бумаги»                                                      | Арчана Гупта                                                           |                                                                        |
| Лучшая женская роль               | • Сайра Бану                | «Сагина»                                                                  | Лалита                                                                 |                                                                        |
| Лучшая женская роль               | • Шабана Азми               | «Росток»                                                                  | Лакшми                                                                 |                                                                        |
| Лучшая мужская роль второго плана |                             | • Фероз Хан                                                               | «International Crook»                                                  | шеф полиции Раджеш                                                     |
| Лучшая мужская роль второго плана | • Прем Натх                 | «Защитник бедных»                                                         | Даулатрам                                                              |                                                                        |
| Лучшая мужская роль второго плана | • Прем Натх                 | «Хлеб насущный» / «Хлеб, одежда, дом»                                     | Харман Сингх                                                           |                                                                        |
| Лучшая мужская роль второго плана | • Шатругхан Синха           | «Верный друг»                                                             | Гопичан «Гопи» Шарма                                                   |                                                                        |
| Лучшая мужская роль второго плана | • Винод Кханна              | «Haath Ki Safai»                                                          | Шанкар Кумар                                                           |                                                                        |
| Лучшая женская роль второго плана |                             | • Бинду                                                                   | «Hawas»                                                                | Камини Сингх                                                           |
| Лучшая женская роль второго плана | • Бинду                     | «Экзамен»                                                                 | Рита                                                                   |                                                                        |
| Лучшая женская роль второго плана | • Дурга Кхоте               | «Прощание»                                                                | Парвати                                                                |                                                                        |
| Лучшая женская роль второго плана | • Джайшри Т.                | «Resham Ki Dori»                                                          | танцовщица                                                             |                                                                        |
| Лучшая женская роль второго плана | • Моушуми Чаттерджи         | «Хлеб насущный» / «Хлеб, одежда, дом»                                     | Тулси                                                                  |                                                                        |
| Лучшее исполнение комической роли |                             | • Асрани                                                                  | «Прощание»                                                             | Мурли / Бхаскар                                                        |
| Лучшее исполнение комической роли | • Асрани                    | «Самозванцы поневоле»                                                     | Бхалуа                                                                 |                                                                        |
| Лучшее исполнение комической роли | • Мехмуд                    | «Duniya Ka Mela»                                                          |                                                                        |                                                                        |
| Лучшее исполнение комической роли | • Мехмуд                    | «Kunwara Baap»                                                            | Махеш                                                                  |                                                                        |
| Лучшее исполнение комической роли | • Мехмуд                    | «Vardaan»                                                                 | Нандлал                                                                |                                                                        |
| Лучший сюжет                      |                             | • Ашутош Мукхопадхьяй                                                     | «Чистый лист бумаги»                                                   | «Чистый лист бумаги»                                                   |
| Лучший сюжет                      | • Манодж Кумар              | «Хлеб насущный» / «Хлеб, одежда, дом»                                     | «Хлеб насущный» / «Хлеб, одежда, дом»                                  |                                                                        |
| Лучший сюжет                      | • Исмат Чугтаи и Каифи Азми | «Горячий ветер»                                                           | «Горячий ветер»                                                        |                                                                        |
| Лучший сюжет                      | • Н. Т. Рама Рао            | «Прощание»                                                                | «Прощание»                                                             |                                                                        |
| Лучший сюжет                      | • Шьям Бенегал              | «Росток»                                                                  | «Росток»                                                               |                                                                        |

### Музыкальные премии
| Категории                       | Фото лауреатов      | Лауреаты и номинанты                  | Фильмы                                | Песни                                 |
| ------------------------------- | ------------------- | ------------------------------------- | ------------------------------------- | ------------------------------------- |
| Лучшая музыка к песне           |                     | • Лаксмикант-Пьярелал                 | «Хлеб насущный» / «Хлеб, одежда, дом» | «Хлеб насущный» / «Хлеб, одежда, дом» |
| Лучшая музыка к песне           | • Кальянджи-Ананджи | «Чистый лист бумаги»                  | «Чистый лист бумаги»                  |                                       |
| Лучшая музыка к песне           | • Р. Д. Бурман      | «Клянусь вами»                        | «Клянусь вами»                        |                                       |
| Лучшая музыка к песне           | • С. Д. Бурман      | «Город любви»                         | «Город любви»                         |                                       |
| Лучшая музыка к песне           | • Шанкар-Джайкишан  | «Resham Ki Dori»                      | «Resham Ki Dori»                      |                                       |
| Лучшие слова к песне            |                     | • Ананд Бакши                         | «Верный друг»                         | «Gaadi Bola Rahi Hai»                 |
| Лучшие слова к песне            | • Индивар           | «Resham Ki Dori»                      | «Behna ne Hbai Ki Kalai»              |                                       |
| Лучшие слова к песне            | • М. Г. Хашмат      | «Чистый лист бумаги»                  | «Mera Jeevan Kora Kaagaz»             |                                       |
| Лучшие слова к песне            | • Сантош Ананд      | «Хлеб насущный» / «Хлеб, одежда, дом» | «Aur Nahin Bus Aur Nahi»              |                                       |
| Лучшие слова к песне            | • Сантош Ананд      | «Хлеб насущный» / «Хлеб, одежда, дом» | «Main Na Bhooloonga»                  |                                       |
| Лучший мужской закадровый вокал |                     | • Кишор Кумар                         | «Верный друг»                         | «Gaadi Bola Rahi Hai»                 |
| Лучший мужской закадровый вокал | • Кишор Кумар       | «Чистый лист бумаги»                  | «Mera Jeevan Kora Kaagaz»             |                                       |
| Лучший мужской закадровый вокал | • Махендра Капур    | «Хлеб насущный» / «Хлеб, одежда, дом» | «Aur Nahin Bus Aur Nahi»              |                                       |
| Лучший мужской закадровый вокал | • Мохаммед Рафи     | «Maa Bahen Aur Biwi»                  | «Accha Hi Hua Dil Toot Gaya»          |                                       |
| Лучший мужской закадровый вокал | • Мукеш             | «Хлеб насущный» / «Хлеб, одежда, дом» | «Main Na Bhooloonga»                  |                                       |
| Лучший женский закадровый вокал |                     | • Аша Бхосле                          | «Pran Jaye Par Vachan Na Jaye»        | «Chain Se Kabhi»                      |
| Лучший женский закадровый вокал | • Аша Бхосле        | «Прощание»                            | «Acche Samai Par Tum Aaye»            |                                       |
| Лучший женский закадровый вокал | • Аша Бхосле        | «Hawas»                               | «Ye Hawas Hai Tu Kya Jaane»           |                                       |
| Лучший женский закадровый вокал | • Аша Бхосле        | «Manoranjan»                          | «Chori Chori Sola Singar»             |                                       |
| Лучший женский закадровый вокал | • Суман Кальянпур   | «Resham Ki Dori»                      | «Behna ne Hbai Ki Kalai»              |                                       |

### Премии критиков
| Категории                   | Фильмы-лауреаты                                                           |
| --------------------------- | ------------------------------------------------------------------------- |
| Лучший художественный фильм | • «Rajnigandha» (реж. Басу Чаттерджи, прод. Суреш Джиндал и Камал Сайгал) |
| Лучший документальный фильм | • «The Nomad Puppeteer» (реж. , прод. )                                   |

### Технические премии
| Категории                            | Лауреаты                  | Фильмы            |
| ------------------------------------ | ------------------------- | ----------------- |
| Лучший диалог                        | • Каифи Азми              | «Горячий ветер»   |
| Лучший сценарий                      | • Каифи Азми и Шама Заиди | «Горячий ветер»   |
| Лучший монтаж                        | • Камлакар Каркханис      | «Кусок хлеба»     |
| Лучшая операторская работа           | • А. Винсент              | «Город любви»     |
| Лучшая работа художника-постановщика | • Судхенду Рой            | «Сагина»          |
| Лучший звук                          | • Л. Н. Бхатия            | «Защитник бедных» |

## Наибольшее количество номинаций и побед
- «Хлеб насущный» – 11 (3)
- «Чистый лист бумаги» – 7 (2)
- «Горячий ветер» – 5 (3)
- «Resham Ki Dori» – 5 (0)